# Skadanščina
Skadanščina je naselje v Občini Hrpelje - Kozina.